# Nordea Nordic Light Open 2008
Il Nordea Nordic Light Open 2008  è stato un torneo di tennis giocato sul cemento. 
È stata la 7ª edizione del Nordea Nordic Light Open, 
che fa parte della categoria Tier IV nell'ambito del WTA Tour 2008. 
Si è giocato a Stoccolma in Svezia,dal 28 al 3 agosto 2008.

## Campioni

### Singolare
Caroline Wozniacki ha battuto in finale  Vera Duševina con il punteggio di 6–0, 6–2

### Doppio
Iveta Benešová /  Barbora Záhlavová-Strýcová hanno battuto in finale  Petra Cetkovská /  Lucie Šafářová con il punteggio di 7–5, 6–4